# Химический состав сибирского кедра
В состав сибирского кедра входит большое количество биологически активных веществ.
Проведены многочисленные исследования различных частей растения (древесина, кора, хвоя, орехи) на предмет выявления значимых для фармакологии компонентов.

## Древесина
В древесине содержатся органические кислоты: яблочная, лимонная, щавелевая, шикимовая, хинная, дитерпеноиды: цембрен, изопимаровая и дегидроабиетиновая кислоты; стероиды: β-ситостерин; высшие алифатические углеводороды: гептан, октан, нонан, декан, ундекан и др.; высшие жирные кислоты: арахиновая, октадекадиен-6,9-овая и др.; стильбены: пиносильвин, метиловый и диметиловый эфиры пиносильвина; флавоноиды: аромадендрин, апигенин, кемпферол, тектохризин, хризин, пиностробин, пиноцембрин

## Кора и флоэма
Кора содержит углеводы: глюкозу, арабинозу; фенолокислоты: ванилиновую, пара-гидроксикоричную, протокатеховую, кофейную, феруловую, пара-гидроксибензойную; стильбены: ресвератрол, пиностильбен; катехины, флавоноиды: кверцетин, дигидрокверцетин, таксифолин, пиносильвин.
В лубе найдены оксибензойные и оксикоричные фенолокислоты.

## Живица
Химический состав живицы кедра сибирского меняется при поднятии в горы: уменьшается содержание α-пинена (с 50,5 % до 39,1 %) и увеличивается количество Δ3-карена и β-фелландрена, соответственно с 27,6 % до 39,5 % и с 6,4 до 8,4 %.
Живица содержит монотерпеноиды: α-пинен, β-пинен, камфен, мирцен, лимонен , β-фелландрен, пара-цимол, борнилацетат, борнеол, γ-терпинен, терпинолен, Δ3-карен, линалоол, терпинен, фелландрен, ментол, камфора, терпинолен; сесквитерпеноиды: β -бизаболен, эпиэлемол, кариофиллен, гумулен, мууролен, кадинены, δ-кадинол, сибирен, лонгифолен и др.; дитерпеноиды: изоцембрен, изоцемброл, цембрен, абиетиновая, декстропимаровая, ламбертиановая кислоты и др.
В живице кедра содержится метиловый эфир изокупрессовой кислоты, изоцемброл, бизаболол, δ-кадинол, пинусолид, изоагатолаль, метиловый эфир тимола, сандаракопимариналь, палюстраль, изопимариналь, абиетиналь, дегидроабиетиналь, моно-, сескви- и дитерпены (цембрен, изоцембрен, неоцембрен, изопимарадиен, дегидроабиетан, абиетадиен, агатадиол, ламбертиановая, транс-сциадоповая и пинусоловая кислоты и др.

## Хвоя
Хвоя содержит эфирное масло 0,42—1,49 %. Состав масла в течение жизни хвои изменяется: содержание кадинена уменьшается, а пинена увеличивается. Хвоя молодых и более освещённых деревьев содержит больше эфирных масел. В хвое найдены каротиноиды 4—8 мг%. Молодая хвоя содержит 0,19—0,54 мг% аскорбиновой кислоты, а 1,5-летняя 0,34—0,87 мг%. Содержание аскорбиновой кислоты в хвое достигает максимума в апреле (0,87 мг%), затем снижается до минимума в мае (0,34 мг%), а затем постепенно повышается до апреля следующего года.
Хвоя содержит органические кислоты: яблочную, лимонную, щавелевую, хинную, шикимовую. Эфирное масло 5,76 %, в его составе в (%) α-пинен 50,4, β-пинен 1,7, сантен 9,6, лимонен 1,6, мууролен 1,5, кариофиллен 1,1, камфен 4,5, борнилацетат 9,3, кадинены 2, бизаболен и гумулен 1,9, камфора 1,2, борнеол 0,7 и др. Дитерпеноиды: изокупрессовая, ламбертиановая, дигидроабиетиновая, изопимаровая, левопимаровая и палюстровая кислоты, метиловый эфир изокупрессовой кислоты, сукцинилизокупрессовая кислота и их эфиры. Фенолкарбоновые кислоты и их производные: пара-гидроксибензойная, ванилиновая, пара-кумаровая, феруловая; лигнаны. Флавоноиды кемпферол, кверцетин, мирицетин и др.
Хвоя сосны сибирской содержит 0,8—1,05 % эфирного масла. В эфирном масле найдены α-пинен (56,6—63,2 %), β-пинен (0,95—1,38 %), β-фелландрен (0,78—1,71 %), лимонен (0,97—2,03 %), гермакрен-D (10,8—15,8 %), кадинены (5,7—8,4 %), β-мирцен, цис-β-оцимен (0,46 %), α-терпинен, пара-цимен, γ-терпинен, α-терпинолен, α-туйен, камфен, сабинен, Δ3 карен, α-бизаболен, β- бизаболен, α- и β-кариофиллены, борнилацетат и др.

## Орехи
Ядро ореха содержит пентозаны 2,1 %, крахмал 12,4 %. В жирном масле олеиновой кислоты 33,7—35,8 %, линолевой кислоты 31,1—34,3 %, пиноленовой 20,6—27,7 %.
Ядро кедровых орехов содержит жирное масло 56—63 %, белок 17—23 %, углеводы 10—14 %, фосфатиды 0,65-1,12 %. В белок кедровых орехов входит 14 аминокислот, большая часть которых (70 %) являются незаменимыми, что свидетельствует о высокой биологической активности продуктов из ядер орешков.
В ядре кедровых орехов содержатся углеводы (%): глюкоза 2—3,8, фруктоза 0,14—0,3, сахароза 0,23—0,71, декстрины 2,1—2,5, крахмал 5,2—6,11, пентозаны 1,72—2,11; масло 59,2—66,3, азотистые вещества 2,8—3,3, фосфатиды 1,16—1,41 (по их количеству кедровые орехи превосходят плоды других орехоплодных культур и семена масличных культур). В кедровом масле содержатся (%) линолевая кислота 50,8-67, линоленовая 14,9-27,4, олеиновая 10,4-22,3; токоферолы 47,8-68,2 мг%, в том числе α-токоферол 25,2-34,4мг%, γ- токоферол 5,8-6,6 мг%, δ-токоферол 16,8-26,2 мг%.
В кедровых орехах содержатся макроэлементы (мг на 100 г сухих ядер): фосфор 486—716, магний 396—488, калий 350—403, кальций 35-49, железо 2-3,8; микроэлементы (мг на 1 кг сухого ядра): марганец 5,1-9,7, медь 1,5-3,1, кремний 2,1-3,1, иод 0,38-0,71, серебро 0,028-0,071, а также молибден, бор, никель, кобальт, цинк и др. По сравнению с другими орехоплодными культурами, распространёнными в России, орехи сосны сибирской отличаются повышенным содержанием фосфора и особенно магния. Сто граммов ядра кедровых орехов полностью удовлетворяет суточную потребность человека в магнии, 200 г ядра — в фосфоре.
В ядре кедрового ореха обнаружено 17 жирных кислот: миристиновая 0,7 %, пальмитиновая 6,4-7,6 %, пальмитоолеиновая 0,08-0,3 %, стеариновая 3,2-4 %,олеиновая 21,7-26,2 %, линолевая (ω6) 38,4-44,3 %, γ-линоленовая (ω6) 16,8-18,7 %, α-линоленовая (ω3) 0,31-0,45 %, эйкозадиеновая (ω6) 0,6-0,7 %, эйкозатриеновая (ω6) 1,2 % и др.
В семенах сосны сибирской содержатся конденсированные танины (проантоцианидины), гидролизуемые танины (производные галловой и эллаговой кислот), флавоноиды (эриодиктиол, таксифолин), эпикатехин, сиреневая и ванилиновая кислоты, а также в небольших количествах — катехин, протокатеховая кислота, эпигаллокатехингаллат, нарингенин и др.
В ядре орехов содержатся аминокислоты — аланин 5,37 г/100 г белка, аргинин, аспарагиновая кислота, гистидин, глицин, глутаминовая кислота, пролин, тирозин, серин, цистин, в том числе незаменимые: лизин 5,74 г/100 г белка, метионин 1,6, триптофан 1,23, валин 3,39, лейцин+изолейцин 15, треонин 3,1, фенилаланин 6,47. В масле орехов содержатся жирные кислоты: миристиновая 0,1—1,26 %, пальмитиновая 3,6—7,26 %, пальмитоолеиновая 0,04—1,19 %, стеариновая 1,77—4,86 %, олеиновая 19,9—26,3 %, линолевая 38,8—46,7 %, линоленовая 18,9—23,7 %, арахиновая 0,28—1,64 %, эйкозадиеновая 0,58—1,24 %, эйкозатриеновая 0,94—1,35 %.
В белках ядра орехов идентифицировано 19 аминокислот, 70 % из которых являются незаменимыми или условно-незаменимыми. Свободных аминокислот найдено 18, преобладают глутаминовая кислота, гистидин, аргинин, аспарагиновая кислота, пролин, тирозин, аланин. В ядре орехов содержатся незаменимые аминокислоты треонин 0,24-0,31 %, валин 0,44-1,05 %, метионин 0,14-0,39 %, изолейцин 0,39-0,88 %, лейцин 0,69-1,33 %, лизин 0,35-0,78 %, фенилаланин 0,35-0,81 %, триптофан. Белки кедровых орехов по содержанию фенилаланина, тирозина, гистидина, аргинина и триптофана не уступают белкам основных зерновых и масличных культур, а по содержанию отдельных аминокислот (цистина и триптофана) белки орехов приближаются к белкам молочных продуктов, превосходя их по содержанию аргинина. Аминокислоты кедрового ореха благодаря специфическому составу не только обеспечивают структурно-пластическую и регуляторную функцию белков, но и участвуют в профилактике некоторых метаболических нарушений в организме человека.
В ядре орехов содержатся моно- и дисахара 2,57—4,92 %, декстрины 2,08—2,53 %, крахмал 5,26—6,11 %. В ядре орехов содержатся рибофлавин 0,93—1,2 мг%, тиамин 0,24—0,66 мг%, токоферолы 9,2—32,8 мг%, найдены также витамины B3, B5, B6. По содержанию токоферолов, тиамина и рибофлавина кедровые орехи значительно превосходят другие орехи. Найдены в ядрах ореха аскорбиновая кислота 64 мг%. Орехи служат богатым источником магния, необходимого для нормализации холестеринового обмена, предупреждения камнеобразования и снижения возбудимости нервной системы. Ядро орехов содержит железо 1,8-4,2 мг%, магний 244—440 мг%, цинк 0,85-2,1 мг%, йод 0,03—0,07 мг%, серебро 0,003-0,006 мг%. Содержание жирного масла в ядре ореха меняется в зависимости от степени зрелости, зоны произрастания растения и может достигать 63—66 %.

### Масло кедрового ореха
В жирном масле кедровых орехов содержатся насыщенные кислоты 5-11 %, олеиновая 10,4-26,5 %, линолевая 38,8-59,1 %, γ—линоленовая 14.8-24,4 %, α-линоленовая 0,15-1,35 %, эйкозадиеновая 0,58-1,24 %, эйкозатриеновая 0,94-1,35 %. В масле кедровых орехов содержатся токоферолы до 58-70 мг% (имеются все изомеры α, β, γ, δ). Кедровое масло содержит витамина Е- 27,6 мг%, витамин В1 0,51-0,66 мг%. Йодное число кедрового масла 155—169. Состав жирного масла сильно меняется в зависимости от зоны произрастания кедровой сосны. Так, в Иркутской области содержание линолевой кислоты в масле составляет 50,8-61,4 %, линоленовой 14,9 %- 27,4 %, а в Новосибирской области, соответственно 53,9-67 % и 17,6-25,2 %, Томской области 40,4-44,5 % и 18,2-21,9 %. С увеличением географической широты наблюдается увеличение количества токоферолов в кедровом масле. Так, у сибирской сосны из Красноярского края количество токоферолов в масле ореха составляет 49,6 мг %, на Горном Алтае 35,1-67,1 мг%, в Иркутской области 47,8-64,6 мг%, Ханты-Мансийском АО 40-121 мг%. В большинстве регионов основным изомером является α-токоферол (от 50,5 до 61,2 % от всей суммы токоферолов).
Кедровое масло содержит витамина Е 27,6 мг%, витамин В1 0,51-0,66 мг%. Йодное число кедрового масла 155—169.